# Europastraße 50
Koordinaten: 49° 15′ 58,2″ N, 7° 7′ 22,8″ O

Die Europastraße 50 (kurz: E 50) ist eine vom Atlantik im Westen zum Kaspischen Meer im Osten verlaufende, etwa 5000 Kilometer lange Europastraße. Sie führt von Brest in Frankreich durch Deutschland, Tschechien, die Slowakei und die Ukraine bis Machatschkala in der russischen Teilrepublik Dagestan.

## Nationale Straßen

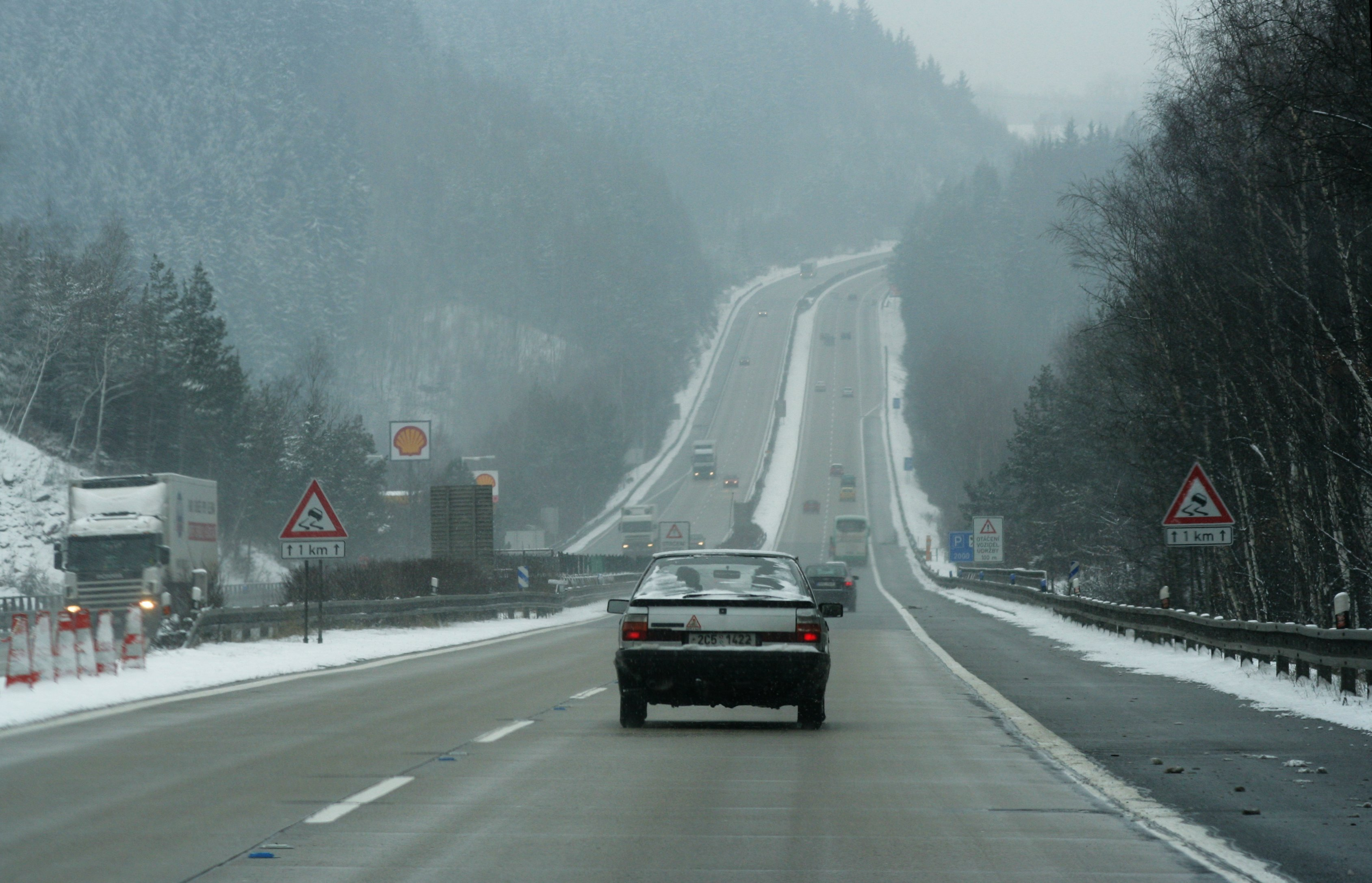
Die E 50 an der tschechischen Autobahn Dálnice 1 zwischen Prag und Jihlava

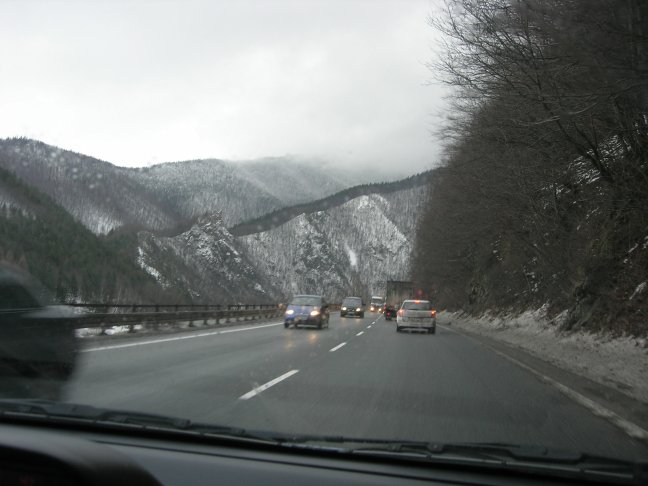
Die E 50 an der slowakischen Hauptstraße 18 zwischen Žilina und Martin

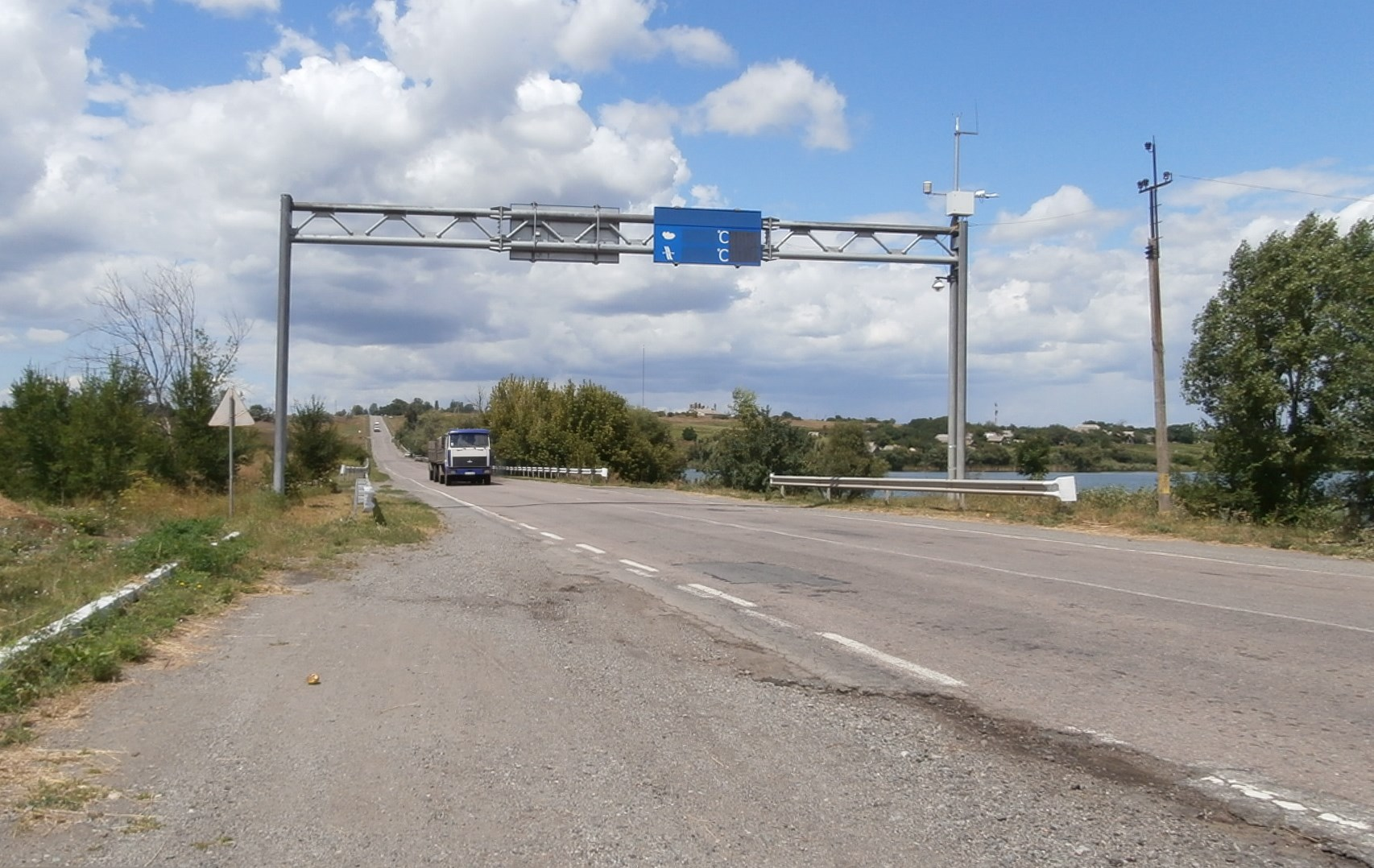
Die E 50 an der ukrainischen Fernstraße M 04 bei Schowte

Frankreich
RN12
RN157
Autoroute A81
Autoroute A11
Autoroute A10
RN104
Autoroute A4
Autoroute A320
Deutschland
Bundesautobahn 6
Tschechien
Dálnice 5
Dálnice 0
Dálnice 1
Hauptstraße 50
Slowakei
Hauptstraße 9
Autobahn D1 (insgesamt dreimal)
Autobahn D3
Hauptstraße 61
Hauptstraße 18
Hauptstraße 19
Ukraine
M 06
M 12
M 04
Russische Föderation
A270
M4
R217

## Orte an der E50
- Brest – Morlaix – Saint-Brieuc – Rennes – Laval – Le Mans – Chartres – Paris – Reims – Châlons-en-Champagne – Verdun – Metz – Saarbrücken – Kaiserslautern – Ludwigshafen am Rhein – Mannheim – Heilbronn – Schwäbisch Hall – Ansbach – Schwabach – Nürnberg – Amberg – Vohenstrauß – Waidhaus – Pilsen – Prag – Humpolec – Jihlava – Brünn – Trenčín – Žilina – Ružomberok – Poprad – Prešov – Košice – Uschhorod – Mukatschewo – Stryj – Ternopil – Winnyzja – Nemyriw – Uman – Kropywnyzkyj – Pjatychatky – Dnipro – Donezk – Debalzewe – Rostow am Don – Armawir – Machatschkala